# Alferza
|    |                                                                                           |    |    |    |
|    | \| \| \| \| \| \| \| \| \| \| \| \| \| \| \| \| \| \| \| \| \| \| \| \| \| \| \| \| \| \| |    |    |    |
|    |                                                                                           |    |    |    |
| a5 | b5                                                                                        | c5 | d5 | e5 |
| a4 | b4                                                                                        | c4 | d4 | e4 |
| a3 | b3                                                                                        | c3 | d3 | e3 |
| a2 | b2                                                                                        | c2 | d2 | e2 |
| a1 | b1                                                                                        | c1 | d1 | e1 |

| a5 | b5 | c5 | d5 | e5 |
| a4 | b4 | c4 | d4 | e4 |
| a3 | b3 | c3 | d3 | e3 |
| a2 | b2 | c2 | d2 | e2 |
| a1 | b1 | c1 | d1 | e1 |

La alferza, también llamada antiguamente fiz, ferz o firzan, es una antigua pieza del juego del ajedrez que fue sustituida por la dama o reina. Actualmente no se usa.
Su nombre proviene del árabe hispánico alfarza, abreviamiento del árabe clásico firzān, que proviene a su vez del persa farzin, y este del pelvi frāzen, "guardián". Incluso en la actualidad, la palabra para la Dama es Ферзь (ferz) en ruso y vezér en húngaro. Se situaba junto al rey y era el equivalente de un visir o consejero real, pero en el juego su poder respecto a otras piezas era escaso: se desplazaba sólo una casilla cada vez en diagonal adelante o atrás, excepto en su primer movimiento, en el que podía avanzar tres en diagonal o en horizontal, incluso saltando otras piezas. La primera mención de la alferza en idioma castellano se encuentra en los Libros del ajedrez, dados e tablas de Alfonso X el Sabio. En la España de los reyes católicos la alferza fue sustituida por una pieza más fuerte y ágil, la dama o reina, hecho producido en la Valencia de Fernando II de Aragón y en honor a la reina Isabel de Castilla que cabalgaba de punta a punta de su reino para dedicarse a resolver personalmente los vastos problemas de su época, a fines del siglo XV, lo que revolucionó y dinamizó el juego. Fue el experto ajedrecista Francesch Vicent, de Segorbe, quien propuso este cambio transcendental, seguido de otros como el nuevo papel del alfil.[cita requerida]
La novela "La última alferza" de Luis María Vieito, Editorial Mankell 2024, está basada en la leyenda que defiende que la alferza fue sustituida por la dama en 1492 en honor a la Reina Isabel la Católica.